# Tore algébrique
Un tore algébrique est une construction mathématique qui apparaît dans l'étude des groupes algébriques. Ils constituent l'un des premiers exemples de tels groupes. 
La notion est due à Armand Borel en 1956, progressivement étendue par Alexandre Grothendieck et Takashi Ono (mathématicien) (en), pour atteindre sa forme moderne. Les tores algébriques entretiennent d'étroites relations avec la théorie de Lie et les groupes algébriques.
L'étude des tores algébriques dans le cas des corps finis présente également un intérêt pratique en cryptographie, où ils permettent de construire des groupes d'ordre élevé tout en assurant que les éléments du groupe se prêtent à une représentation relativement compacte,,,.

## Définition
Un tore algébrique de dimension {\displaystyle d} sur un corps {\displaystyle k} est un schéma en groupes (en) {\displaystyle \mathbb {T} } qui vérifie,, :{\displaystyle \mathbb {T} \times _{k}{\overline {k}}\simeq \left(\mathbb {G} _{m}\right)^{d}}où {\displaystyle {\overline {k}}} est la clôture algébrique de {\displaystyle k} et {\displaystyle \mathbb {G} _{m}} est le groupe multiplicatif. On dit plus généralement d'une extension {\displaystyle L} de {\displaystyle k} telle que {\displaystyle \mathbb {T} \times _{k}L\simeq (\mathbb {G} _{m})^{d}}  qu'elle « déploie » le tore. La plus petite telle extension est appelée corps de rupture du tore. Si le tore est déployé sur {\displaystyle k}, sans qu'il y ait besoin d'étendre les scalaires, on dit qu'il est « scindé ».
Dans le cas où {\displaystyle k=\mathbb {F} _{q}} est un corps fini, un tore de dimension {\displaystyle d} est déployé par {\displaystyle \mathbb {F} _{q^{n}}} et correspond à la donnée d'un {\displaystyle \mathbb {Z} }-module de rang {\displaystyle d} et d'un automorphisme d'ordre {\displaystyle n}.

## Réseau des caractères
On associe à un tore {\displaystyle \mathbb {T} } l'ensemble {\displaystyle X(\mathbb {T} )=\operatorname {Hom} (\mathbb {T} ,\mathbb {G} _{m})\simeq \mathbb {Z} ^{d}} qui possède une structure naturelle de réseau euclidien, et qui est donc appelé « réseau des caractères » de ce tore. La notion duale existe, et l'ensemble {\displaystyle Y(\mathbb {T} )=\operatorname {Hom} (\mathbb {G} _{m},\mathbb {T} )\simeq \mathbb {Z} ^{d}} est appelé « réseau des cocaractères ».
Le foncteur qui associe au tore son réseau des caractères forme une (anti-)équivalence de catégories. Ainsi, de même que la dualité de Pontriaguine classifie les groupes abéliens compacts via leurs caractères, les tores algébriques sont classifiés par leur réseau de caractères.

## Exemple
Soit {\displaystyle k=\mathbb {R} }, de clôture algébrique {\displaystyle {\overline {k}}=\mathbb {C} }, on note {\displaystyle \sigma } le seul élément non nul de {\displaystyle \operatorname {Gal} (\mathbb {C} /\mathbb {R} )}. Il y a deux tores de dimension 1 sur {\displaystyle k}, qui correspondent aux deux actions de {\displaystyle \operatorname {Gal} (\mathbb {C} /\mathbb {R} )} sur {\displaystyle \mathbb {Z} } : ou bien {\displaystyle \sigma } agit comme l'identité (et on obtient le tore scindé {\displaystyle \mathbb {G} _{m}(\mathbb {R} )}) ou bien elle agit comme {\displaystyle -1} et on obtient un tore dont les points réels forment un cercle unité : le groupe {\displaystyle U(1)}.